# DFL-리가포칼
DFL-리가포칼(DFL-Ligapokal) 혹은 독일 리그컵은 분데스리가 시즌이 시작하기 전에 열리는 독일 축구 대회이다. 지난 시즌의 분데스리가 상위권 팀들과 DFB-포칼 우승 팀이 출전한다. 2005년부터 2007년까지 독일 방송사인 프리미에르가 후원을 하였다.

## 형식
리가포칼은 6팀이 참가한다. 이 중 4팀은 분데스리가 상위권팀들이고, 독일컵인 DFB-포칼 우승 팀과 2부 리그인 2. 분데스리가 우승 팀이 참가한다. DFB-포칼 우승 팀이 분데스리가 상위권일 경우 분데스리가 5위 팀도 참가를 한다.
토너먼트는 총 3회전으로 이루어진다. 분데스리가 챔피언과 독일컵 우승 팀은 2회전부터 참가를 한다. 만약 분데스리가 챔피언이 독일컵 또한 우승 하였을 경우 분데스리가 준우승 팀이 부전승을 얻는다. 나머지 네 팀은 한 경기로 다음 회로 넘어가는 팀을 결정한다. 대부분의 경기는 중립 지역에서 하고, 전후반 90분 동안 승부가 나지 않을 경우 연장전대신 바로 승부차기로 넘어간다.

## 역사

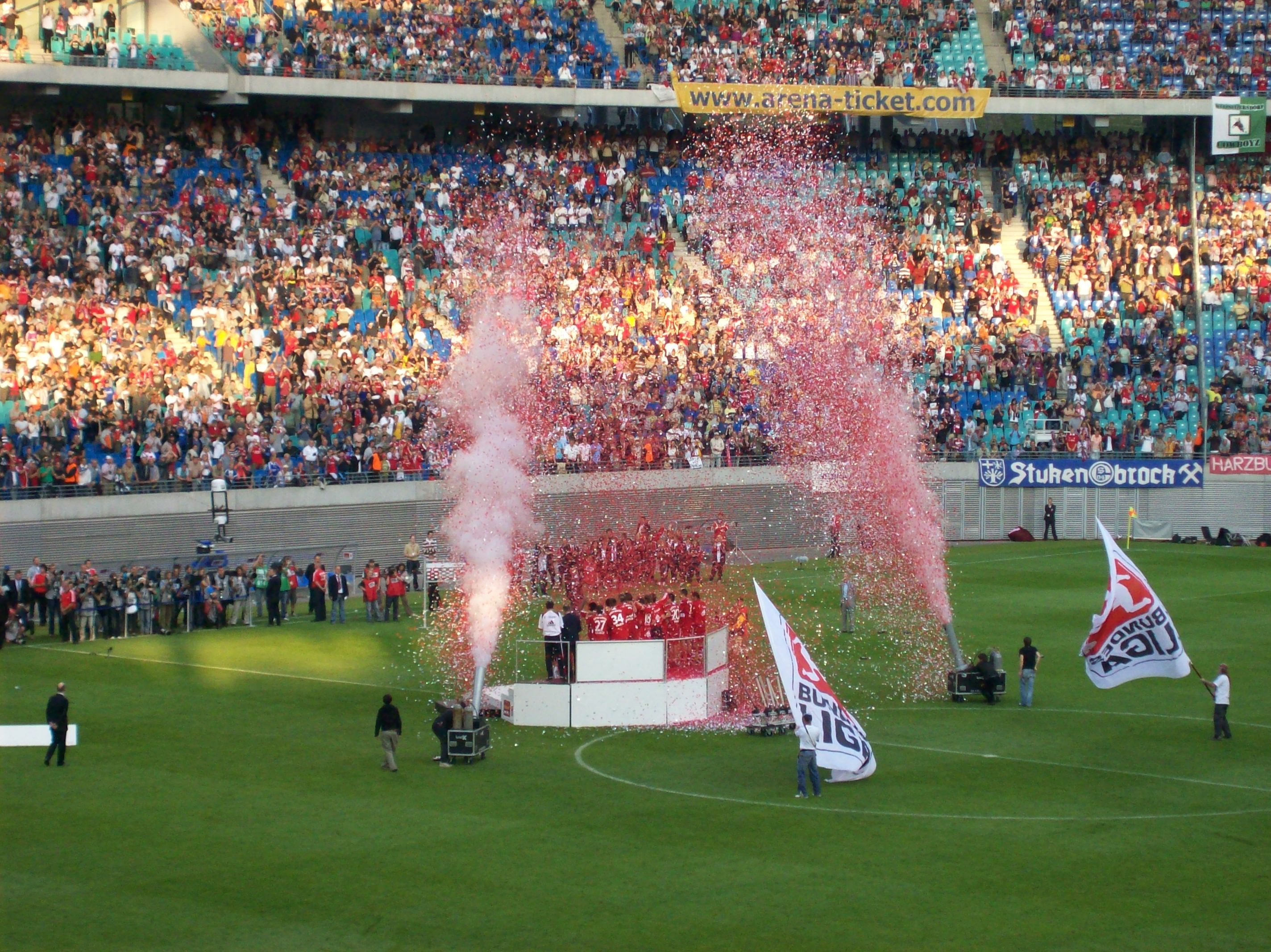
바이에른 뮌헨이 2007 리가포칼에서 우승하였다.

리가포칼은 1972년에 뮌헨 올림픽으로 인해 정규 리그가 늦춰지게 되자 마련된 특별 경기였다. 1996년까지는 분데스리가 우승 팀과 독일컵 우승 팀간의 경기인 독일 슈퍼컵이 열렸었다. 1997년에는 이것이 6개팀의 컵대회로 확대되었고, 분데스리가 상위 5개팀들과 컵대회 우승 팀이 참가하였다. 2007년 대회에는 2 분데스리가의 우승 팀이 분데스리가의 5위 팀 대신 참가하였다. 2008년 독일 슈퍼컵의 부활로 폐지되었다.

## 역대 결승
| 연도 | 우승 팀           | 점수 | 준우승 팀               | 경기장     |
| ---- | ----------------- | ---- | ----------------------- | ---------- |
| 2007 | FC 바이에른 뮌헨  | 2-1  | FC 샬케 04              | 라이프치히 |
| 2006 | SV 베르더 브레멘  | 1-1  | FC 바이에른 뮌헨        | 라이프치히 |
| 2005 | FC 샬케 04        | 4-1  | VfB 슈투트가르트        | 라이프치히 |
| 2004 | FC 바이에른 뮌헨  | 1-1  | SV 베르더 브레멘        | 마인츠     |
| 2003 | 함부르크 SV       | 2-1  | 보루시아 도르트문트     | 마인츠     |
| 2002 | 헤르타 BSC 베를린 | 5-1  | FC 샬케 04              | 보쿰       |
| 2001 | 헤르타 BSC 베를린 | 4-1  | FC 샬케 04              | 만하임     |
| 2000 | FC 바이에른 뮌헨  | 0-0  | 헤르타 BSC 베를린       | 레버쿠젠   |
| 1999 | FC 바이에른 뮌헨  | 1-0  | SV 베르더 브레멘        | 레버쿠젠   |
| 1998 | FC 바이에른 뮌헨  | 1-0  | VfB 슈투트가르트        | 레버쿠젠   |
| 1997 | FC 바이에른 뮌헨  | 5-2  | VfB 슈투트가르트        | 레버쿠젠   |
| 1973 | 함부르크 SV       | 4-0  | 보루시아 묀헨글라트바흐 | 함부르크   |

## 같이 보기
- DFB-포칼
- DFL-슈퍼컵
- 분데스리가